# Cacia albovariegata
Cacia albovariegata är en skalbaggsart som beskrevs av Stefan von Breuning 1935. Cacia albovariegata ingår i släktet Cacia och familjen långhorningar. Inga underarter finns listade.